# Karl Bohny

Karl Bohny, aufgenommen im Ersten Weltkrieg

Karl Bohny (* 4. April 1856 in Basel; † 28. März 1928 ebenda) war ein Schweizer Arzt und Oberst im Sanitätsdienst der Schweizer Armee.

## Leben und Wirken
Er wirkte zeitweise als Chefarzt des Schweizerischen Roten Kreuzes (SRK) und war von 1918 bis 1928 Präsident des SRK als Nachfolger von Isaak Iselin-Sarasin. Für seine Verdienste um die Heimschaffung der Kriegsverletzten aus den Nachbarstaaten der Schweiz während des Ersten Weltkrieges wurde ihm im Januar 1920 von der Medizinischen Fakultät der Universität Basel die Ehrendoktorwürde verliehen.
Sein Sohn Gustav Adolf Bohny wurde ebenfalls Präsident des SRK.
Bohny verstarb 1928 im Alter von 71 Jahren. Er fand seine letzte Ruhestätte auf dem Wolfgottesacker in Basel.

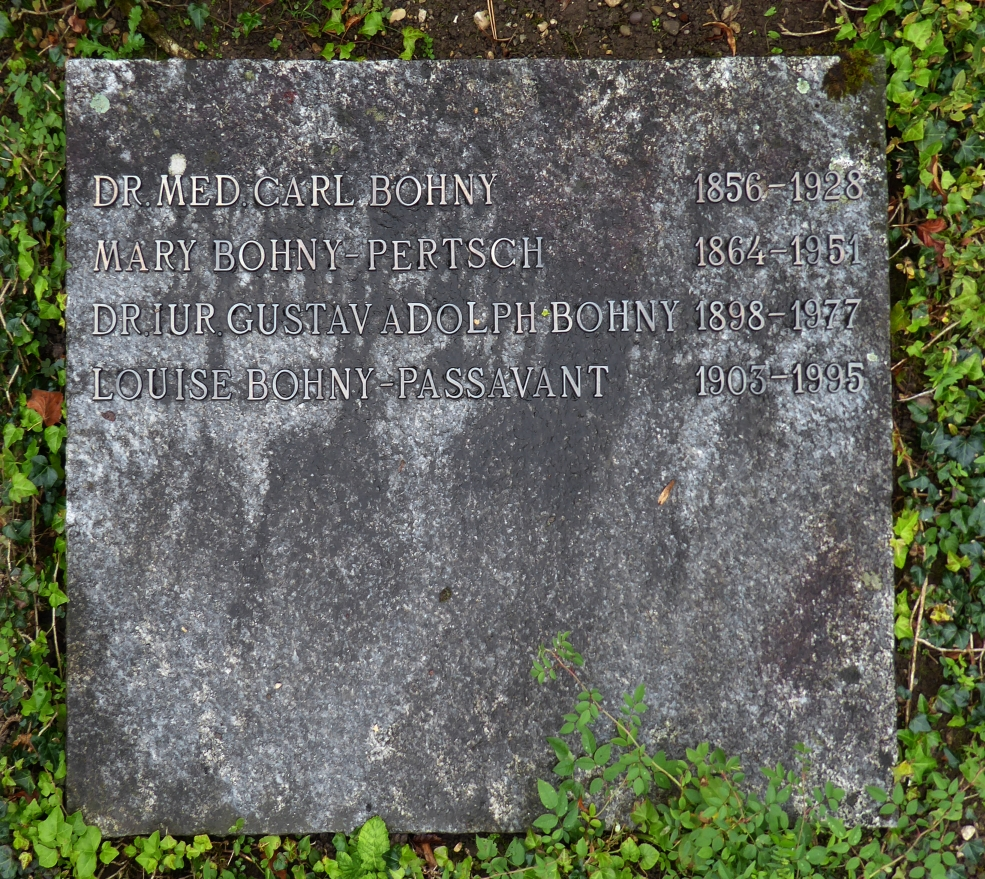
Grabplatte auf dem Friedhof Wolfgottesacker, Basel
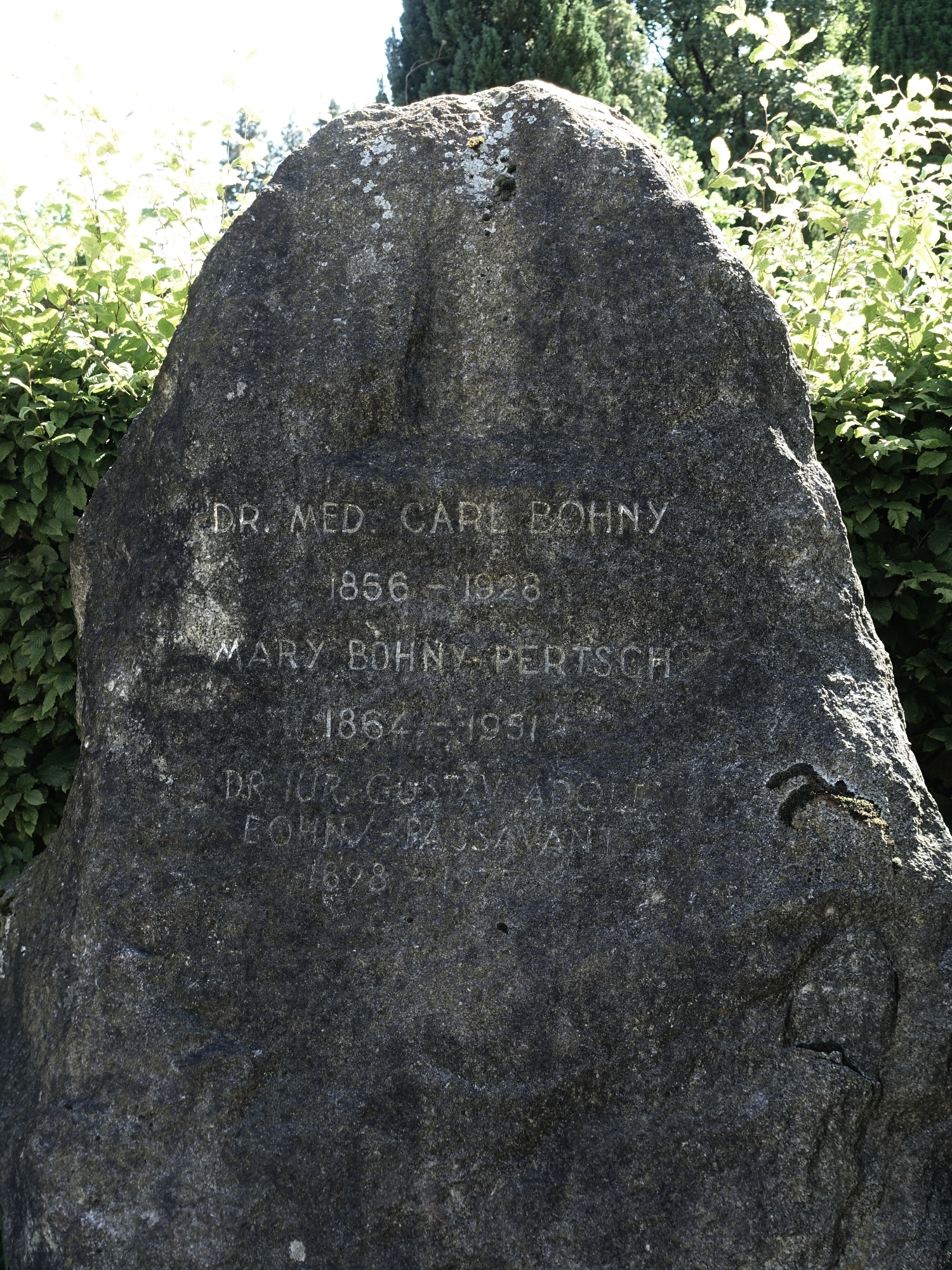
Familiengrab auf dem Wolfgottesacker, Basel